# Lucien Weiler
Pour les articles homonymes, voir Weiler.
Lucien Weiler, né le 3 août 1951 à Ettelbruck (Luxembourg), est un avocat et homme politique luxembourgeois, membre du Parti populaire chrétien-social (CSV).

## Biographie
Du 3 août 2004 au 7 juin 2009, Lucien Weiler est le président de la Chambre des députés.
En décembre 2015, Lucien Weiler est nommé à la fonction de Maréchal de la Cour grand-ducale. Ainsi, il succède à Pierre Bley, en poste depuis deux ans. On lui confère, entre autres, le titre honorifique d'« émissaire de la Cour auprès de la société civile ». Il entre en fonction le 4 décembre de l'année suivante. Yuriko Backes est nommée en avril 2020 pour lui succéder au maréchalat à compter du 1er juin.

## Décorations
- Commandeur de l'ordre de Mérite du grand-duché de Luxembourg[3] (promotion 1999, Luxembourg)
- Grand officier de l'ordre de la Couronne de chêne (promotion 2004, Luxembourg)